# Dendrotriton xolocalcae
Dendrotriton xolocalcae es una especie de salamandra en la familia Plethodontidae.

## Distribución geográfica y hábitat
Es endémica de Chiapas (México). Su hábitat natural son los montanos húmedos tropicales o subtropicales. Su rango altitudinal oscila alrededor de 2000 m s. n. m..
Está amenazada de extinción debido a la destrucción de su hábitat .